# First/Dreams Come True
「First/Dreams Come True」（ファースト/ドリームズカムトゥルー）は、韓国の女性5人組の歌手グループ4minuteの日本での3枚目シングル。

## 概要
- 「I My Me Mine」から約3ヶ月ぶりの、シングル。2010年10月27日にユニバーサルミュージックより、初回盤A・B、通常盤の3種形態で販売。

## 収録曲
1. FIRST (Japanese Version) 3分31秒
作詞 岡嶋かな多 作曲 S.tiger、hey.J 編曲 S.Tiger
2. Dreams Come True (Japanese Version) 3分21秒
作詞 岡嶋かな多 作曲 KIM DONG-HYON
3. Highlight 3分28秒
4. FIRST (Instrumental) 3分31秒
作曲 S.Tiger、hey.J 編曲 S.Tiger
5. Dreams Come True (Instrumental) 3分21秒
作曲 KIM DONG-HYON

## 仕様
- 【初回盤A】CD＋DVD 4minute 来日イベント(東京)ドキュメンタリー映像収録＋トレーディングカード1枚
- 【初回盤B】CD＋DVD 4minute 来日イベント(名古屋、大阪)ドキュメンタリー映像収録
- 【通常盤】CD